# بارونت، شهرستان بارون، ویسکانسین
بارونت (به انگلیسی: Barronett) یک منطقهٔ مسکونی در ایالات متحده آمریکا است که در لیک لند واقع شده‌است. بارونت ۱۱۱ نفر جمعیت دارد و ۴۱۹٫۱۱ متر بالاتر از سطح دریا واقع شده‌است.